# Caracol Televisión
A Caracol Televisión (kereskedelmi nevén Caracol) egy kolumbiai televíziós műsorszolgáltató, amelyet 1969-ben alapítottak. Tulajdonosa a Grupo Valorem, a székhelye Bogotában található.

## Csatornák

### Televízió
- Caracol
- Caracol HD
- Caracol HD2
- Caracol Móvil
- Novelas Caracol
- Caracol Internacional
- Canal Época
- La Kalle HD

### Rádió
- Blu Radio
- La Kalle

## Műsorok

### Hírek
- Noticias Caracol

### Sport
- Gol Caracol
- Caracol Sports

### Valóság show-k
- La Voz Colombia
- Yo me llamo

### Telenovellák
- Bolívar
- Rafael Orozco, el ídolo
- A Toledo család
- A bosszú
- A szenvedélyek lángjai
- A sivatag szerelmesei
- Victoria, a rabszolgák megmentője